# Litauische Mythologie

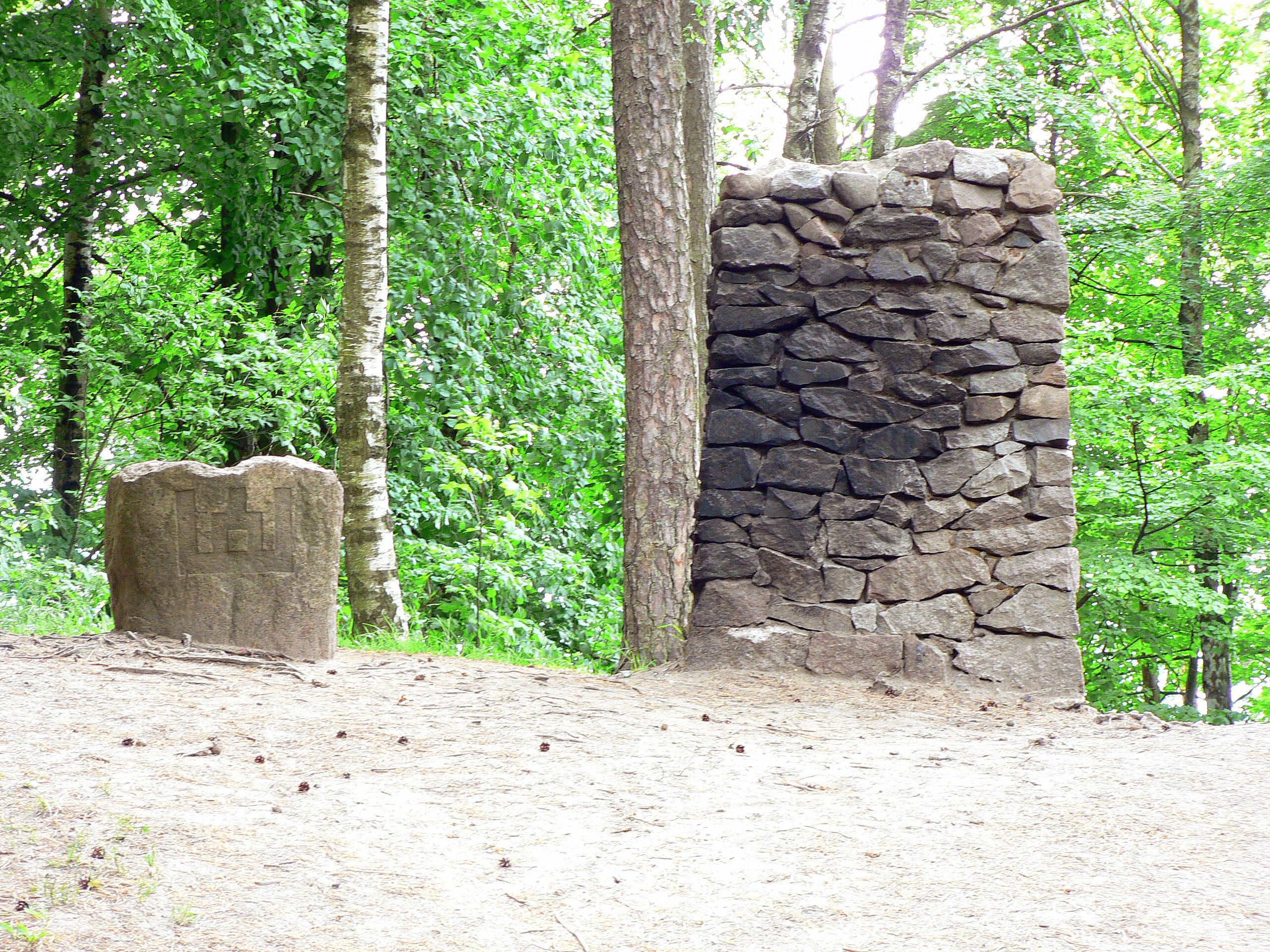
Neoheidnischer Opferstein und Altar auf dem Rambynas

Die litauische Mythologie  wird wie auch bei der Sprachverwandtschaft aufgrund vieler Ähnlichkeiten mit der lettischen und altpreußischen Mythologie zu einer baltischen Mythologie zusammengefasst. Große Ähnlichkeiten bestehen ferner auch mit den Spielarten der slawischen Mythologie.

## Forschungsgeschichte